# Early Adopter
Der Begriff Early Adopter (englisch für frühzeitiger Anwender oder frühe Übernehmer) stammt aus der Diffusionsforschung und bezeichnet Menschen, die die neuesten technischen Errungenschaften oder die neuesten Varianten von Produkten oder modischen Accessoires nutzen. Early Adopters gehören – nach den eigentlichen Innovatoren – zu den ersten, die neue Ideen übernehmen.

Innovationszyklus von Rogers (1992)

## Hintergrund
Early Adopters zeichnen sich gegenüber anderen Menschen durch besondere Eigenschaften aus:
Sozioökonomische EigenschaftenHöherer Status, bessere Bildung, größeres Bedürfnis nach sozialer Mobilität.
PersönlichkeitsfaktorenMehr Empathie, geringerer Dogmatismus, positivere Einstellung zu Wandel und Risiko.
KommunikationsverhaltenBessere Integration ins soziale System, häufigere Übernahme der Rolle von Meinungsführern.
Den Innovatoren und den Early Adopters folgen die frühe Mehrheit, die späte Mehrheit und die Nachzügler (Late Adopters).